# 雙面北野武
《雙面北野武》（TAKESHIS）是北野武于2005年導演的日本电影，是北野武的第十二部導演作品，也是一部北野武所擅長的黑色喜劇電影。
北野武曾經發言表示這部電影是他最後一部黑色喜劇類型的電影。

## 出演
- 北野武
- 京野琴美
- 大杉漣
- 寺島進
- 岸本加世子
- 美輪明宏
- 松村邦洋